# Мортен Гамст Педерсен
Мортен Гамст Педерсен (норв. Morten Gamst Pedersen, нар. 8 вересня 1981, Вадсьо) — норвезький футболіст, нападник клубу «Алта».

## Клубна кар'єра
У дорослому футболі дебютував 2000 року виступами за команду клубу «Тромсе», у якій провів чотири сезони, взявши участь у 103 матчах чемпіонату. Більшість часу, проведеного у складі «Тромсе», був основним гравцем атакувальної ланки команди. У складі «Тромсе» був одним з головних бомбардирів команди, маючи середню результативність на рівні 0,39 голу за гру першості.
До складу клубу «Блекберн Роверз» приєднався 2004 року. Відіграв за команду з Блекберна дев'ять сезонів, протягом яких 349 разів виходив на поле в матчах різних турнірів.
Влітку 2013 року «Блекберн» надав своєму багаторічному нападнику статус вільного агента і Педерсен уклав контракт з турецьким «Карабюкспором». Проте у проведених у Туреччині 10 матчах чемпіонату і трьох кубкових іграх норвежець не зміг забити жодного гола і на початку 2014 повернувся на батьківщину, ставши гравцем «Русенборга».

## Виступи за збірні
1999 року дебютував у складі юнацької збірної Норвегії, взяв участь у 6 іграх на юнацькому рівні, відзначившись 3 забитими голами.
Протягом 2001-2004 років залучався до складу молодіжної збірної Норвегії. На молодіжному рівні зіграв у 18 офіційних матчах, забив 10 голів.
2004 року дебютував в офіційних матчах у складі національної збірної Норвегії. Наразі провів у формі головної команди країни 83 матчі, забивши 17 голів.
| Дата       | Місто       | Господарі            | Результат | Гості                | Турнір            | Голи | Примітки |
| ---------- | ----------- | -------------------- | --------- | -------------------- | ----------------- | ---- | -------- |
| 18/02/2004 | Белфаст     | Північна Ірландія    | 1 – 4     | Норвегія             | товариський матч  | 2    |          |
| 31/03/2004 | Белград     | Сербія та Чорногорія | 1 – 4     | Норвегія             | товариський матч  | -    |          |
| 28/04/2004 | Осло        | Норвегія             | 3 – 2     | Росія                | товариський матч  | -    |          |
| 27/05/2004 | Осло        | Норвегія             | 0 – 0     | Уельс                | товариський матч  | -    |          |
| 18/08/2004 | Осло        | Норвегія             | 2 – 2     | Бельгія              | товариський матч  | -    |          |
| 04/09/2004 | Палермо     | Італія               | 2 – 1     | Норвегія             | Відбір до ЧС 2006 | -    |          |
| 08/09/2004 | Осло        | Норвегія             | 1 – 1     | Білорусь             | Відбір до ЧС 2006 | -    |          |
| 09/10/2004 | Глазго      | Шотландія            | 0 – 1     | Норвегія             | Відбір до ЧС 2006 | -    |          |
| 13/10/2004 | Осло        | Норвегія             | 3 – 0     | Словенія             | Відбір до ЧС 2006 | 1    |          |
| 16/11/2004 | Лондон      | Австралія            | 2 – 2     | Норвегія             | товариський матч  | 1    |          |
| 09/02/2005 | Валлетта    | Мальта               | 0 – 3     | Норвегія             | товариський матч  | -    |          |
| 30/03/2005 | Кишинів     | Молдова              | 0 – 0     | Норвегія             | Відбір до ЧС 2006 | -    |          |
| 24/05/2005 | Осло        | Норвегія             | 1 – 0     | Коста-Рика           | товариський матч  | -    |          |
| 04/06/2005 | Осло        | Норвегія             | 0 – 0     | Італія               | Відбір до ЧС 2006 | -    |          |
| 08/06/2005 | Стокгольм   | Швеція               | 2 – 3     | Норвегія             | товариський матч  | -    |          |
| 17/08/2005 | Осло        | Норвегія             | 0 – 2     | Швейцарія            | товариський матч  | -    |          |
| 03/09/2005 | Целє        | Словенія             | 2 – 3     | Норвегія             | Відбір до ЧС 2006 | 1    |          |
| 08/10/2005 | Осло        | Норвегія             | 1 – 0     | Молдова              | Відбір до ЧС 2006 | 1    |          |
| 12/10/2005 | Мінськ      | Білорусь             | 0 – 1     | Норвегія             | Відбір до ЧС 2006 | -    |          |
| 12/11/2005 | Осло        | Норвегія             | 0 – 1     | Чехія                | Відбір до ЧС 2006 | -    |          |
| 16/11/2005 | Прага       | Чехія                | 1 – 0     | Норвегія             | Відбір до ЧС 2006 | -    |          |
| 24/05/2006 | Осло        | Норвегія             | 2 – 2     | Парагвай             | товариський матч  | -    |          |
| 01/06/2006 | Осло        | Норвегія             | 0 – 0     | Південна Корея       | товариський матч  | -    |          |
| 16/08/2006 | Осло        | Норвегія             | 1 – 1     | Бразилія             | товариський матч  | 1    |          |
| 02/09/2006 | Будапешт    | Угорщина             | 1 – 4     | Норвегія             | Відбір до ЧЄ 2008 | 1    |          |
| 06/09/2006 | Осло        | Норвегія             | 2 – 0     | Молдова              | Відбір до ЧЄ 2008 | -    |          |
| 07/10/2006 | Афіни       | Греція               | 1 – 0     | Норвегія             | Відбір до ЧЄ 2008 | -    |          |
| 07/02/2007 | Рієка       | Хорватія             | 2 – 1     | Норвегія             | товариський матч  | -    |          |
| 24/03/2007 | Осло        | Норвегія             | 1 – 2     | Боснія і Герцеговина | Відбір до ЧЄ 2008 | -    |          |
| 02/06/2007 | Осло        | Норвегія             | 4 – 0     | Мальта               | Відбір до ЧЄ 2008 | -    |          |
| 06/06/2007 | Осло        | Норвегія             | 4 – 0     | Угорщина             | Відбір до ЧЄ 2008 | -    |          |
| 22/08/2007 | Осло        | Норвегія             | 2 – 1     | Аргентина            | товариський матч  | -    |          |
| 08/09/2007 | Кишинів     | Молдова              | 0 – 1     | Норвегія             | Відбір до ЧЄ 2008 | -    |          |
| 12/09/2007 | Осло        | Норвегія             | 2 – 2     | Греція               | Відбір до ЧЄ 2008 | -    |          |
| 17/10/2007 | Сараєво     | Боснія і Герцеговина | 0 – 2     | Норвегія             | Відбір до ЧЄ 2008 | -    |          |
| 17/11/2007 | Осло        | Норвегія             | 1 – 2     | Туреччина            | Відбір до ЧЄ 2008 | -    |          |
| 21/11/2007 | Валлетта    | Мальта               | 1 – 4     | Норвегія             | Відбір до ЧЄ 2008 | 1    |          |
| 06/02/2008 | Рексем      | Уельс                | 3 – 0     | Норвегія             | товариський матч  | -    |          |
| 26/03/2008 | Подгориця   | Чорногорія           | 3 – 1     | Норвегія             | товариський матч  | -    |          |
| 28/05/2008 | Осло        | Норвегія             | 2 – 2     | Уругвай              | товариський матч  | -    |          |
| 20/08/2008 | Осло        | Норвегія             | 1 – 1     | Ірландія             | товариський матч  | -    |          |
| 06/09/2008 | Осло        | Норвегія             | 2 – 2     | Ісландія             | Відбір до ЧС 2010 | 1    |          |
| 11/10/2008 | Глазго      | Шотландія            | 0 – 0     | Норвегія             | Відбір до ЧС 2010 | -    |          |
| 15/10/2008 | Осло        | Норвегія             | 0 – 1     | Нідерланди           | Відбір до ЧС 2010 | -    |          |
| 19/11/2008 | Дніпро      | Україна              | 1 – 0     | Норвегія             | товариський матч  | -    |          |
| 11/02/2009 | Дюссельдорф | Німеччина            | 0 – 1     | Норвегія             | товариський матч  | -    |          |
| 28/03/2009 | Рустенбург  | ПАР                  | 2 – 1     | Норвегія             | товариський матч  | 1    |          |
| 01/04/2009 | Осло        | Норвегія             | 3 – 2     | Фінляндія            | товариський матч  | 1    |          |
| 06/06/2009 | Скоп'є      | Північна Македонія   | 0 – 0     | Норвегія             | Відбір до ЧС 2010 | -    |          |
| 10/06/2009 | Роттердам   | Нідерланди           | 2 – 0     | Норвегія             | Відбір до ЧС 2010 | -    |          |
| 12/08/2009 | Осло        | Норвегія             | 4 – 0     | Шотландія            | Відбір до ЧС 2010 | 2    |          |
| 05/09/2009 | Рейк'явік   | Ісландія             | 1 – 1     | Норвегія             | Відбір до ЧС 2010 | -    |          |
| 09/09/2009 | Осло        | Норвегія             | 2 – 1     | Північна Македонія   | Відбір до ЧС 2010 | -    |          |
| 10/10/2009 | Осло        | Норвегія             | 1 – 0     | ПАР                  | товариський матч  | -    |          |
| 14/11/2009 | Женева      | Швейцарія            | 0 – 1     | Норвегія             | товариський матч  | -    |          |
| 03/03/2010 | Жиліна      | Словаччина           | 0 – 1     | Норвегія             | товариський матч  | -    |          |
| 29/05/2010 | Осло        | Норвегія             | 2 – 1     | Чорногорія           | товариський матч  | 1    |          |
| 02/06/2010 | Осло        | Норвегія             | 0 – 1     | Україна              | товариський матч  | -    |          |
| 11/08/2010 | Осло        | Норвегія             | 2 – 1     | Франція              | товариський матч  | -    |          |
| 03/09/2010 | Рейк'явік   | Ісландія             | 1 – 2     | Норвегія             | Відбір до ЧЄ 2012 | -    |          |
| 07/09/2010 | Осло        | Норвегія             | 1 – 0     | Португалія           | Відбір до ЧЄ 2012 | -    |          |
| 08/10/2010 | Ларнака     | Кіпр                 | 1 – 2     | Норвегія             | Відбір до ЧЄ 2012 | -    |          |
| 12/10/2010 | Загреб      | Хорватія             | 2 – 1     | Норвегія             | товариський матч  | -    |          |
| 17/11/2010 | Дублін      | Ірландія             | 1 – 2     | Норвегія             | товариський матч  | 1    |          |
| 09/02/2011 | Маяк        | Польща               | 1 – 0     | Норвегія             | товариський матч  | -    |          |
| 26/03/2011 | Осло        | Норвегія             | 1 – 1     | Данія                | Відбір до ЧЄ 2012 | -    |          |
| 04/06/2011 | Лісабон     | Португалія           | 1 – 0     | Норвегія             | Відбір до ЧЄ 2012 | -    |          |
| 07/06/2011 | Осло        | Норвегія             | 1 – 0     | Литва                | товариський матч  | 1    |          |
| 10/08/2011 | Осло        | Норвегія             | 3 – 0     | Чехія                | товариський матч  | -    |          |
| 11/10/2011 | Осло        | Норвегія             | 3 – 1     | Кіпр                 | Відбір до ЧЄ 2012 | 1    |          |
| 12/11/2011 | Кардіфф     | Уельс                | 4 – 1     | Норвегія             | товариський матч  | -    |          |
| 29/02/2012 | Белфаст     | Північна Ірландія    | 0 – 3     | Норвегія             | товариський матч  | -    |          |
| 26/05/2012 | Осло        | Норвегія             | 0 – 1     | Англія               | товариський матч  | -    |          |
| 15/08/2012 | Осло        | Норвегія             | 2 – 3     | Греція               | товариський матч  | -    |          |
| Усього     |             | Матчів               | 74        |                      | Голів             | 16   |          |

## Титули і досягнення
Золотий годинник Норвезької футбольної асоціації: 2001